# درعا
درعا شهری در سوریه است. این شهر مرکز استان درعا است.

## دوران جنگ داخلی سوریه

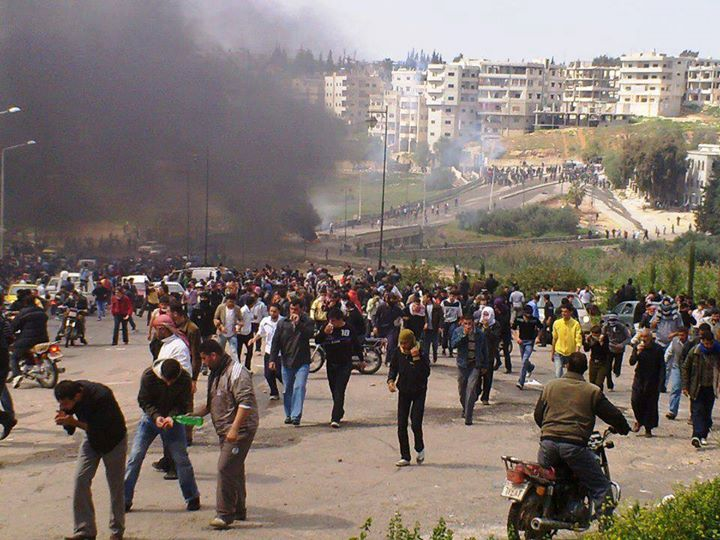
اعتراضات در سال ۲۰۱۳

شهر درعا با شروع قیام ۲۰۱۱ علیه دولت بشار اسد به عنوان بخشی از اعتراضات بهار عرب نقش مهمی ایفا کرد. این قیام در ۶ مارس ۲۰۱۱ شروع شد، هنگامی که نیروهای امنیتی ۱۵ جوان را به اتهام «کشیدن نقاشی‌های ضد حکومت با اسپری روی دیوار مدرسه» دستگیر کردند. خانواده و دوستان جوانان بازداشت شده، و بسیاری از هواداران آنها در ۱۵ مارس در خیابان‌ها راهپیمایی کرده و خواستار آزادی آنها شدند. به گفته فعالان سوری، این اعتراض با حمله نیروهای امنیتی سوریه با شلیک گلوله و کشته شدن ۳ نفر، به خشونت کشیده شد. اما در ۲۸ مارس ۲۰۱۱ اعتراضات در درعا و سرکوبهای نیروهای امنیتی برای چند روز ادامه یافت. دست‌کم ۶۰ نفر از معترضان زندانی شدند و اعتراضات به دیگر شهرهای سوریه نیز گسترش یافت. به تدریج برخی از مخالفان به سمت مبارزهٔ مسلحانه رفتند.
در اوایل ژوئن سال ۲۰۱۷، بیشتر شهر درعا تخریب شده بود.
سرانجام در ۱۲ ژوئیه ۲۰۱۸  پس از چندین روز، درگیری شدید بین ارتش سوریه و نیروهای شورشی پایان یافت که برخی از گروه‌های شورشی با شرایط آشتی موافقت کردند. ارتش سوریه شهر را کاملاً پس گرفت.

## نگارخانه

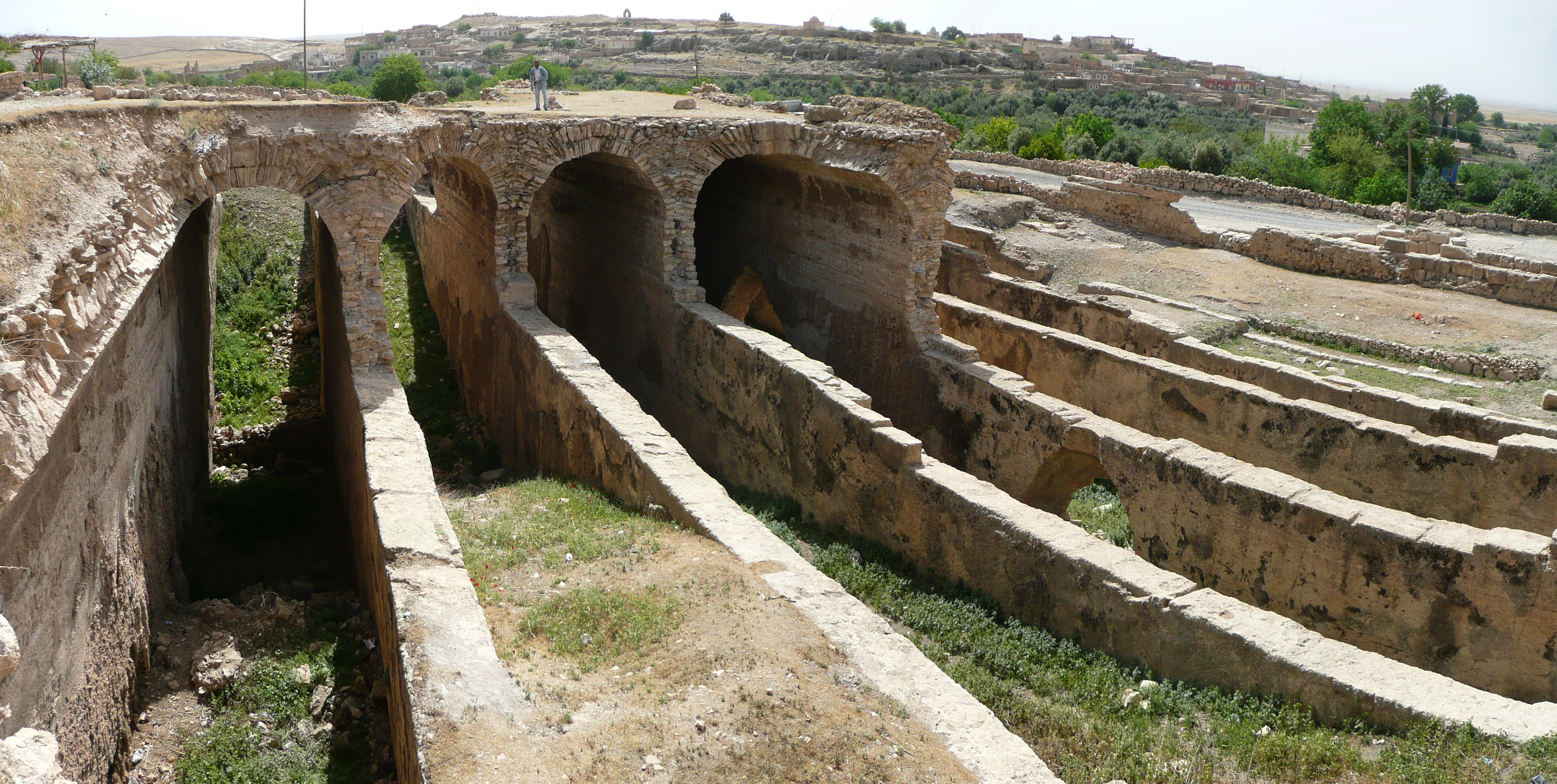
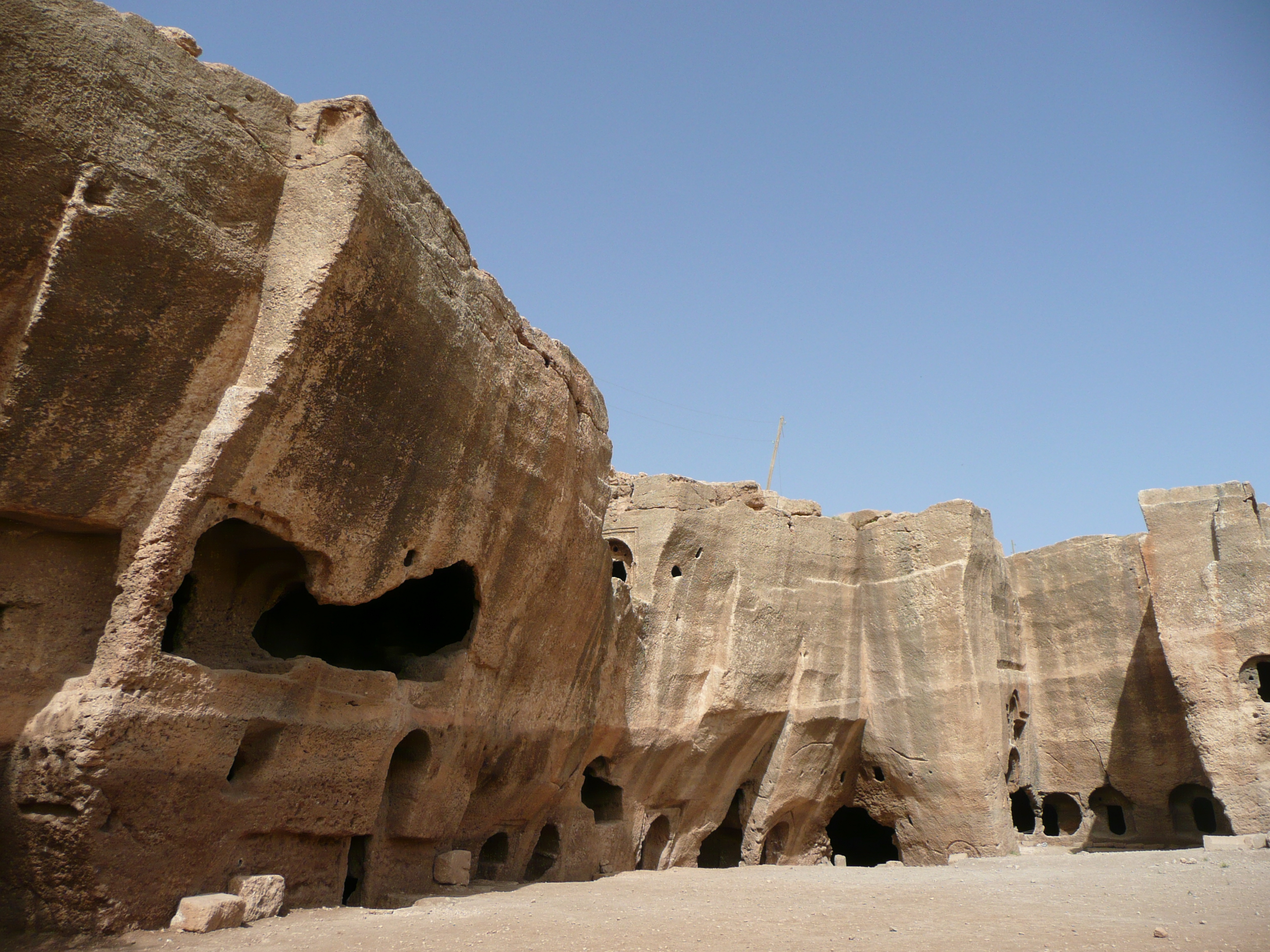
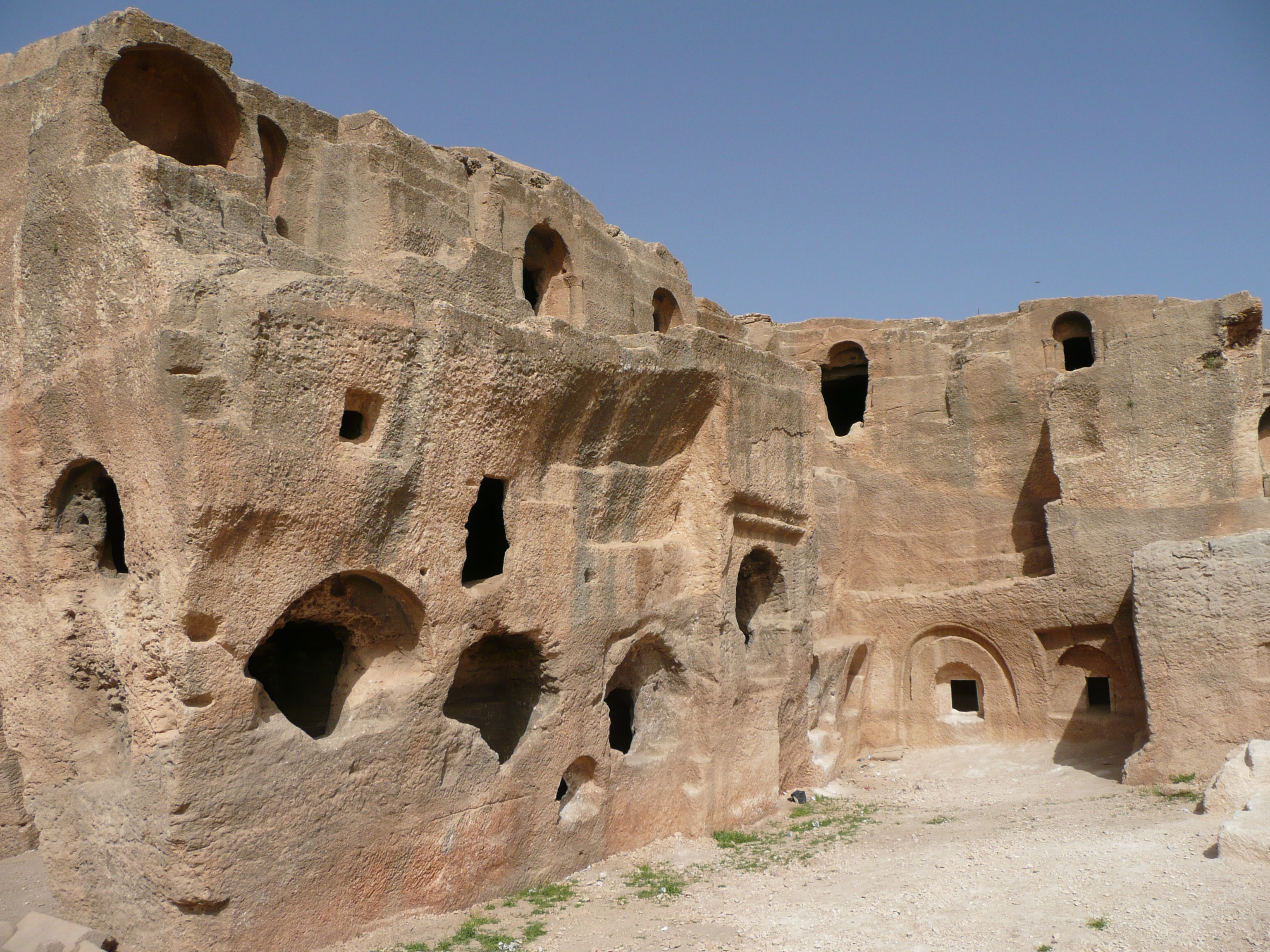
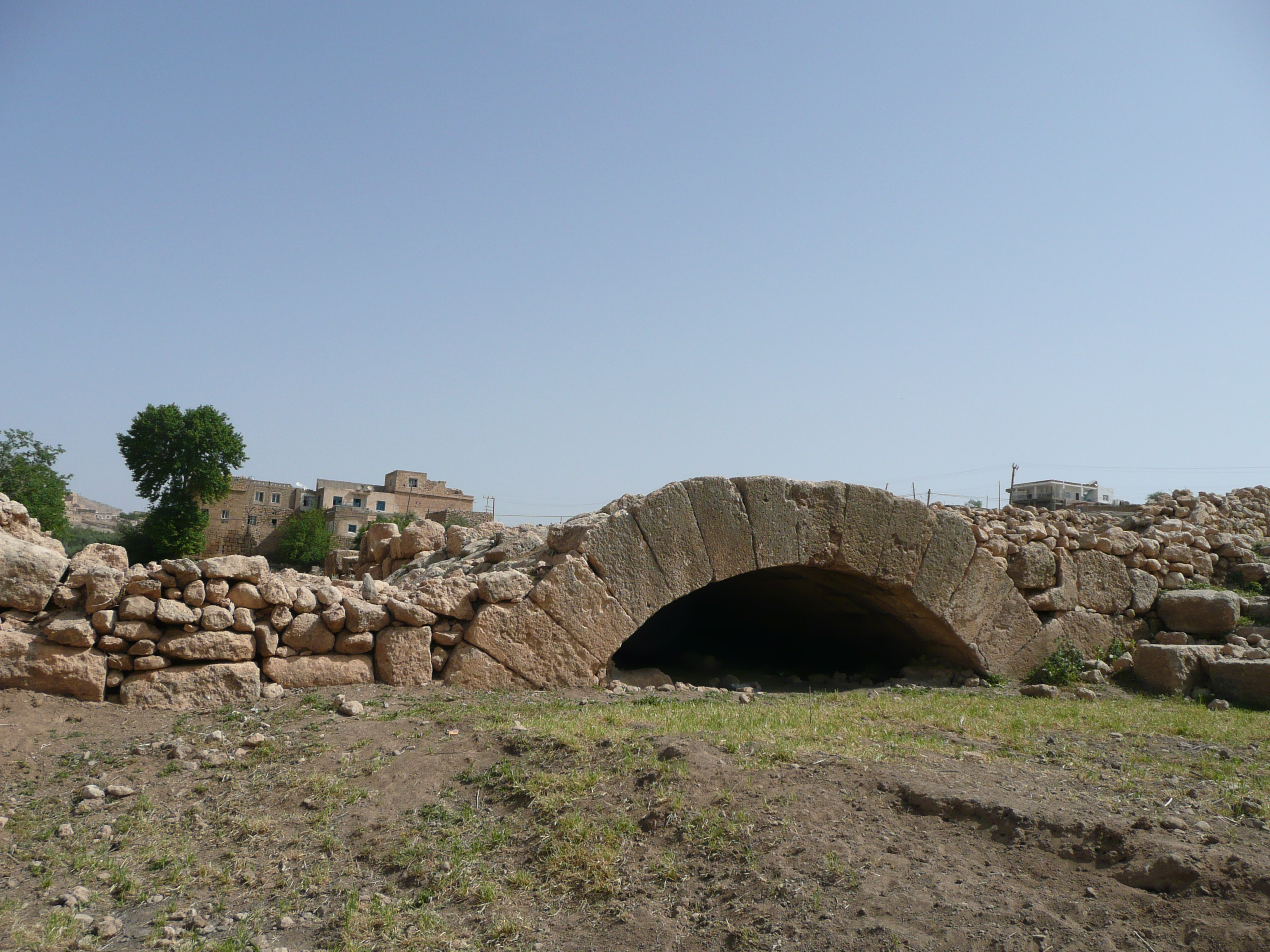